# Adama Jammeh
Adama Jammeh (né le 10 juin 1993) est un athlète gambien, spécialiste des épreuves de sprint.

## Biographie
Il remporte la médaille d'argent du 200 mètres lors des championnats d'Afrique 2016, à Durban, devancé par le Sud-Africain Wayde van Niekerk, en portant son record personnel à 20 s 45, ce qui lui assure le minima de participation aux Jeux olympiques de Rio.

### Palmarès
| Date | Compétition            | Lieu   | Résultat | Épreuve | Temps   |
| ---- | ---------------------- | ------ | -------- | ------- | ------- |
| 2016 | Championnats d'Afrique | Durban | 2e       | 200 m   | 20 s 45 |

### Records
| Épreuve | Performance | Lieu      | Date         |
| ------- | ----------- | --------- | ------------ |
| 100 m   | 10 s 25     | Montgeron | 15 mai 2016  |
| 200 m   | 20 s 45     | Durban    | 26 juin 2016 |